# Bernard Lisiak
Bernard Lisiak (ur. 28 kwietnia 1912 w Berlinie, zm. 7 maja 1998 w Poznaniu) – polski architekt krajobrazu i dendrolog.

## Życiorys
Absolwent Wydziału Ogrodnictwa Ozdobnego Państwowej Szkoły Ogrodnictwa w Poznaniu. Eksternistycznie ukończył w 1947 Wydział Rolniczo-Leśny Uniwersytetu Poznańskiego. Początkowo współpracował z Janem Cieślińskim. Pracując w Dyrekcji Ogrodów Miejskich w Poznaniu zakładał przyszkolne ogródki. Od 1940 do 1943 pracował przy realizacji zachodniego klina zieleni oraz budowie jeziora Rusałka. W 1945 rozpoczął pracę w dziale cmentarzy miejskich. Zaprojektował w tym czasie Cmentarz Bohaterów Polskich na Cytadeli, a także adaptował projekty cmentarzy na Junikowie i Miłostowie powstałe podczas II wojny światowej. Był też autorem projektów cmentarzy wojennych w Pile (polskiego i radzieckiego) oraz we Wschowie. W latach 1947–1960 był kierownikiem Wydziału Ogrodów i Lasów Miejskich w Poznaniu, a następnie zastępcą kierownika Miejskiej Pracowni Urbanistycznej tamże. Od 1965 był zastępcą dyrektora ds. zieleni w poznańskim Zarządzie Dróg, Mostów i Zieleni. Zaprojektował m.in.: park Dąbrowskiego (Wyzwolenia), park Marcinkowskiego – wschodnią część, park Drwęskich (Lubuski), park Chopina, park Manitiusa (Zwycięstwa), park Górczyński, park Kasprowicza, park Tysiąclecia, Łęgi Dębińskie, tereny zielona na Wzgórzu Przemysława oraz rozbudował Cmentarz Zasłużonych Wielkopolan. Był współautorem odbudowy Palmiarni Poznańskiej, a potem jej przebudowy. W 1992 opracował plan restauracji parku Wilsona. Odznaczony został w 1956 Srebrnym Krzyżem Zasługi, a w 1964 Krzyżem Kawalerskim Orderu Odrodzenia Polski.
Był działaczem Stowarzyszenia Naukowo-Technicznego Inżynierów i Techników Ogrodnictwa i biegłym dendrologiem (wydał m.in. ekspertyzę dendrologiczną cmentarza Jeżyckiego w Poznaniu).
Został pochowany na Cmentarzu Junikowo w Poznaniu (pole 6, kwatera 7).

## Publikacje
- „Poznań” (praca zbiorowa, 1968, Wydawnictwo Poznańskie),
- „Społeczno-kulturalne znaczenie Wielkopolskiego Parku Narodowego”[3].